# 泰莱克盖伦达什
泰莱克盖伦达什，是匈牙利贝凯什州所辖的一个村。总面积72.37平方公里，总人口1593，人口密度22.0人/平方公里（2011年1月1日）。